# Po čertech velkej koncert (koncert)
Po čertech velkej koncert byl koncert ku příležitosti 20. výročí vzniku české rockové skupiny Kabát. Odehrál se 12. září 2009 na louce u pražského letohrádku Hvězda.
Již na začátku roku 2009 skupina oznámila, že pro tento rok chystá pouze jeden koncert pod širým nebem, který by měl být v září a byl by k příležitosti oslavy 20 let ve stejné sestavě. Do tohoto termínu chtěli Kabáti vydat také novou řadovou desku, což se ovšem nepovedlo. K příležitosti koncertu byly dovezeny speciální tribuny z Maďarska, které se používají při závodech Formule 1 na Hungaroringu. Zvukový aparát L'Acoustics o výkonu přes 500 000 W dodala společnost Black Box Music, pódium a zastřešení pro tuto událost zapůjčila Stageco, osvětlení bylo od firmy AC Lighting a na realizaci se podíleli odborníci z celé Evropy. Výbavou se tak jednalo o koncert na úrovni světových interpretů, jako jsou například AC/DC, The Rolling Stones, Robbie Williams nebo Metallica. Několik dní před koncertem manažer skupiny, Radek Havlíček, oznámil, že je již prodáno 50 000 vstupenek.
Na koncertě, který začal přesně v plánovaných osm hodin večer, kapela zahrála 36 svých největších hitů od alba Má ji motorovou až po do té doby nejnovější album Corrida. Celkem se nakonec dostavilo přes 60 000 fanoušků, čímž se Kabát vyrovnal koncertu Jana a Františka Nedvědových na pražském Strahově a předčil srpnový koncert Madonny na Chodově, jenž se uskutečnil ve stejném roce. Celé vystoupení na Vypichu kapela nahrávala a ke konci listopadu ho vydala na dvou CD i DVD v rámci „živáku“ nazvaném Po čertech velkej koncert.

## Setlist
1. Porcelánový prasata
2. Piju já, piju rád
3. V pekle sudy válej
4. Corrida
5. Bára
6. Frau Vogelrauch
7. Malá dáma
8. Dole v dole
9. Óda na konopí
10. Bruce Willis
11. Úsměv pana Lloyda
12. Go satane go
13. Stará Lou
14. Ďábel a syn
15. Šaman
16. Raci v práci (s.r.o.)
17. Číňani
18. Joy
19. Všechno bude jako dřív
20. Kalamity Jane
21. Opilci v dějinách
22. Tak teda pojď
23. Kůže líná od Kolína
24. Colorado
25. Máš to už za sebou
26. Na sever
27. Děvky ty to znaj
28. Buldozerem
29. Starej bar
30. Má ji motorovou
31. Láďa
32. Kdoví jestli
33. Pohoda

Přídavek:
34. Burlaci
35. Žízeň
36. Moderní děvče

## Sestava
- Josef Vojtek – (zpěv, kytara, harmonika)
- Milan Špalek – (baskytara, kytara, doprovodný zpěv, zpěv)
- Ota Váňa – (kytara, banjo, doprovodný zpěv)
- Tomáš Krulich – (kytara, baskytara, doprovodný zpěv)
- Radek "Hurvajs" Hurčík – (bicí, doprovodný zpěv)